# 2012年ロンドンオリンピックのトルクメニスタン選手団
2012年ロンドンオリンピックのトルクメニスタン選手団（2012ねんロンドンオリンピックのトルクメニスタンせんしゅだん）は、2012年7月27日から8月12日までイギリスのロンドンで開催されたロンドンオリンピックトルクメニスタン選手団の名簿。

## 選手団
- 人員: 選手 10人
- 開会式旗手: Serdar Hudaýberdiýev

## 種目別選手・スタッフ名簿及び成績

### 陸上競技
- Mergen Mämmedow（男子ハンマー投げ）68.39m 予選敗退
- Maýsa Rejepowa（女子100m）12秒80 予備予選敗退

### ボクシング
- Serdar Hudaýberdiýev（男子ライトウエルター級）第1回戦敗退
- Nursähet Pazzyýew（男子ミドル級）第1回戦敗退

### 柔道
- グルナル・ハイトバエワ（女子63kg級）第1回戦敗退

### 競泳
- Sergeý Krowýakow（男子100m自由形）54秒43 予選敗退
- Jennet Saryýewa（女子400m自由形）5分40秒29 予選敗退

### ウエイトリフティング
- ウムルベク・バザルバエフ（男子62kg級）
- Daniyar Ismayilov（男子69kg級）
- マンスール・レジェポフ（男子85kg級）